# ARO M461
El ARO M461 era un vehículo todo terreno construido en la Rumania posterior a la Segunda Guerra Mundial, por ARO.

## IMS-57
El primer modelo fue el IMS-57, llamado así por las iniciales de fábrica (Intereprinderea Metalurgică de Stat) y el año de su lanzamiento. Un total de 914 vehículos fueron construidos entre 1957 y 1959, en su mayoría hechos a mano. Durante la Segunda Guerra Mundial, en el sitio de una fábrica de papel perteneciente a la compañía de Letea de Campulung-Muscel, la producción de hélices de avión y equipo de tiro para aviones producidos por IAR Brasov fue organizada. Después de que la producción fue abandonada, un grupo de trabajadores comenzó la construcción de las primeras motocicletas rumanas en 1953. El diseño (a partir del ruso GAZ-69) y la producción del primer vehículo de tierra rumano IMS-57 comenzaron en 1957, usando piezas que fueron producidas, así como actualizadas. El IMS 914-57 producido tenía las siguientes características: carrocerías con dos puertas y lona impermeabilizada, motor de gasolina de 3260 cc, 50 hp (37 kW) a 2800 rpm, 80 km/h (50 mph), de 24 litros/100 km (12 millas por galón-imp ; 9,8 mpg -EE. UU.) de consumo. La construcción fue artesanal: el chasis equipado en condiciones de funcionamiento ha sido probado en la ruta Campulung-Colibasi donde tuvo trabajo en el vehículo, fue pintado y terminado en la planta de automóviles Pitesti. Las piezas de estaño se hicieron en madera dura. Entre otras rarezas, el IMS-57 tenía limpiaparabrisas manuales.

## M59
En 1959, el IMS-57 fue reemplazado por el M59, que era una mejora sustancial respecto a su predecesor. Lanzado dos años más tarde, el nuevo tipo M59 significó un paso adelante en comparación con el IMS-57: su motor tenía 56 caballos de fuerza tenía (42 kW), una velocidad máxima aumentada a 90 km/h (56 mph), el limpiaparabrisas manual sustituido por un uno eléctrico. Los coches tenían opción de 2 puertas, 4 puertas o pick-up, y fueron pintados y terminados en Campulung. Durante los cuatro años de la producción (1959-1963), el número de vehículos fabricados aumentó de 803 (1959) a 3222 (1963).

## M461
Un nuevo modelo, el M461, se inició en 1964. El diseño era similar a los modelos anteriores, pero todos los paneles fueron diferentes y los coches eran claramente distinguibles. Se mostraron mejoras de aspecto y acabado, y una mecánica rediseñada. Su motor tenía cuatro cilindros en línea, 70 CF (52 kW), una velocidad máxima de 100 km/h (62 mph), y un consumo de 17 l a 80 km/h (50 mph).
| Nombre     | Capacidad | Poder                    | Esfuerzo de torsión                  |
| ---------- | --------- | ------------------------ | ------------------------------------ |
| 2.5 Petrol | 2512 cc   | 70 CF (52 kW) a 4000 rpm | 160 N·m (118 libras·pies) a 2500 rpm |

La exportación de M461 comenzó en 1965, a China y Colombia (2000 piezas). El M461 fue muy bueno para su época, después de haber ganado algunas competiciones internacionales: Forrest Rally (Bélgica) 1970, Sons of Beaches (Oregón) 1973. Con las mejoras en su tecnología y prestaciones, unos 80 233 vehículos terrestres M461 se produjeron en 1975, de los cuales 46 .549 fueron exportados y más fueron utilizados por ejército rumano. Cerca de 3000 M461s todavía están en la carretera en Rumanía, con un club de propietarios muy activo. Muchos de los coches hasta hace poco eran utilizados por el ejército. Versiones tardías fueron conocidas como M473 en el mercado alemán.

## Galería

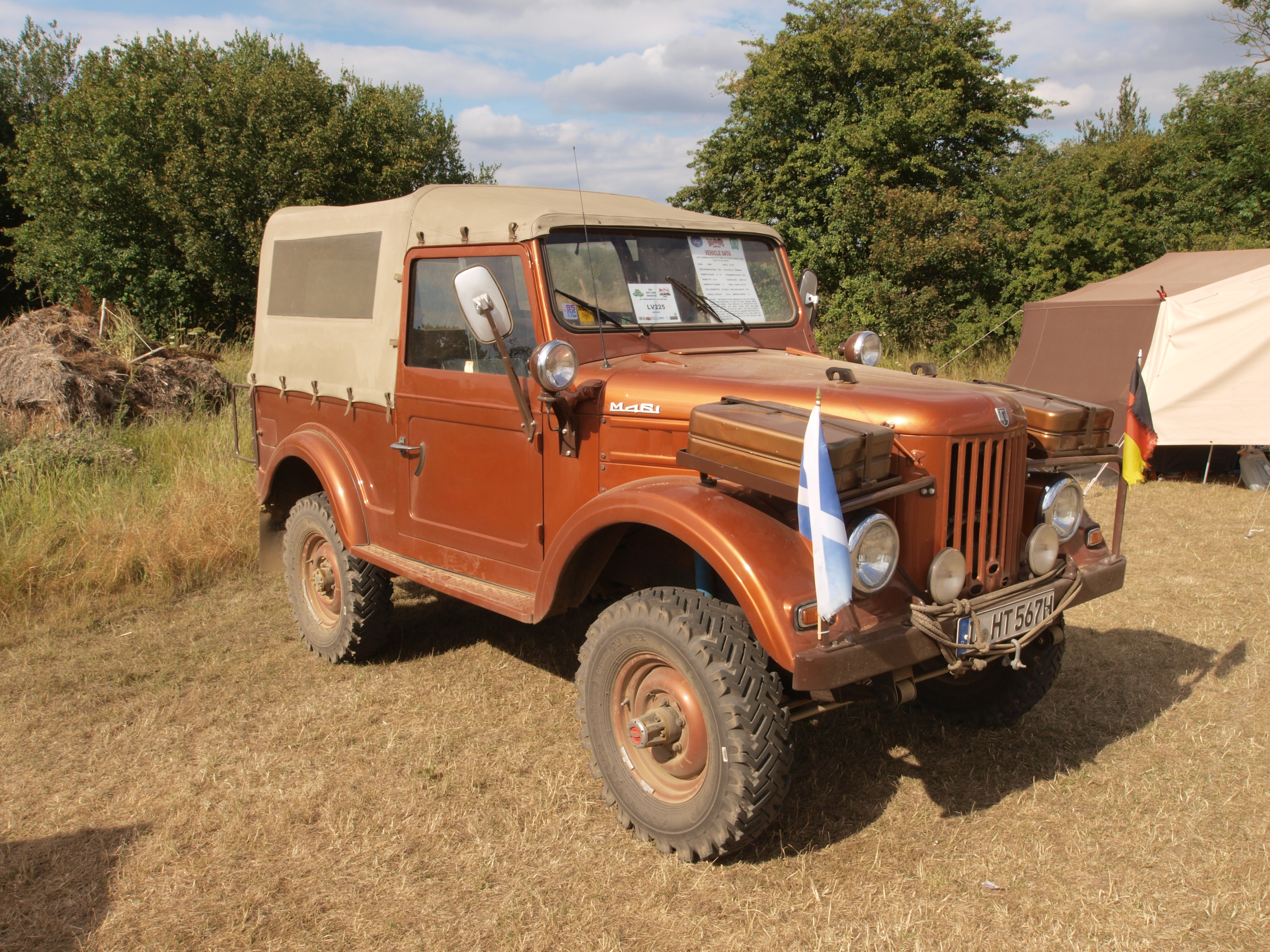
ARO M461 in DDR
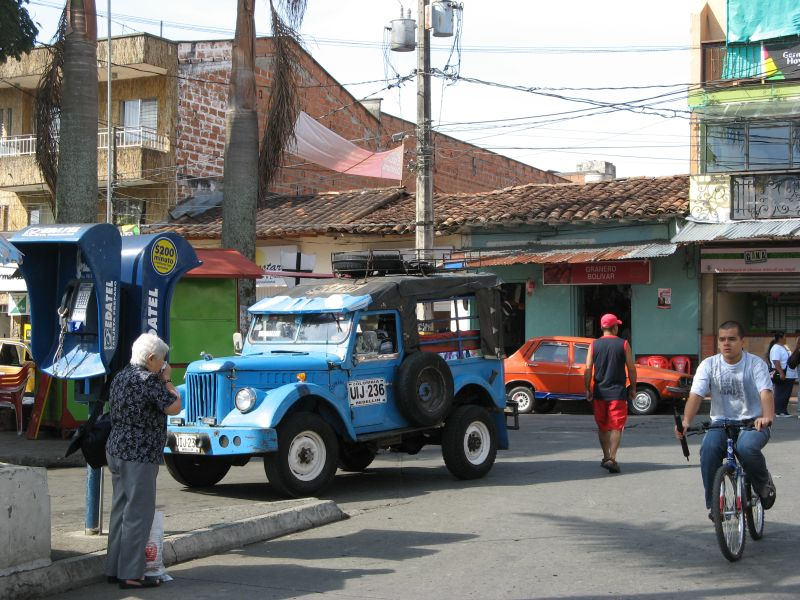
ARO M461 en Colombia
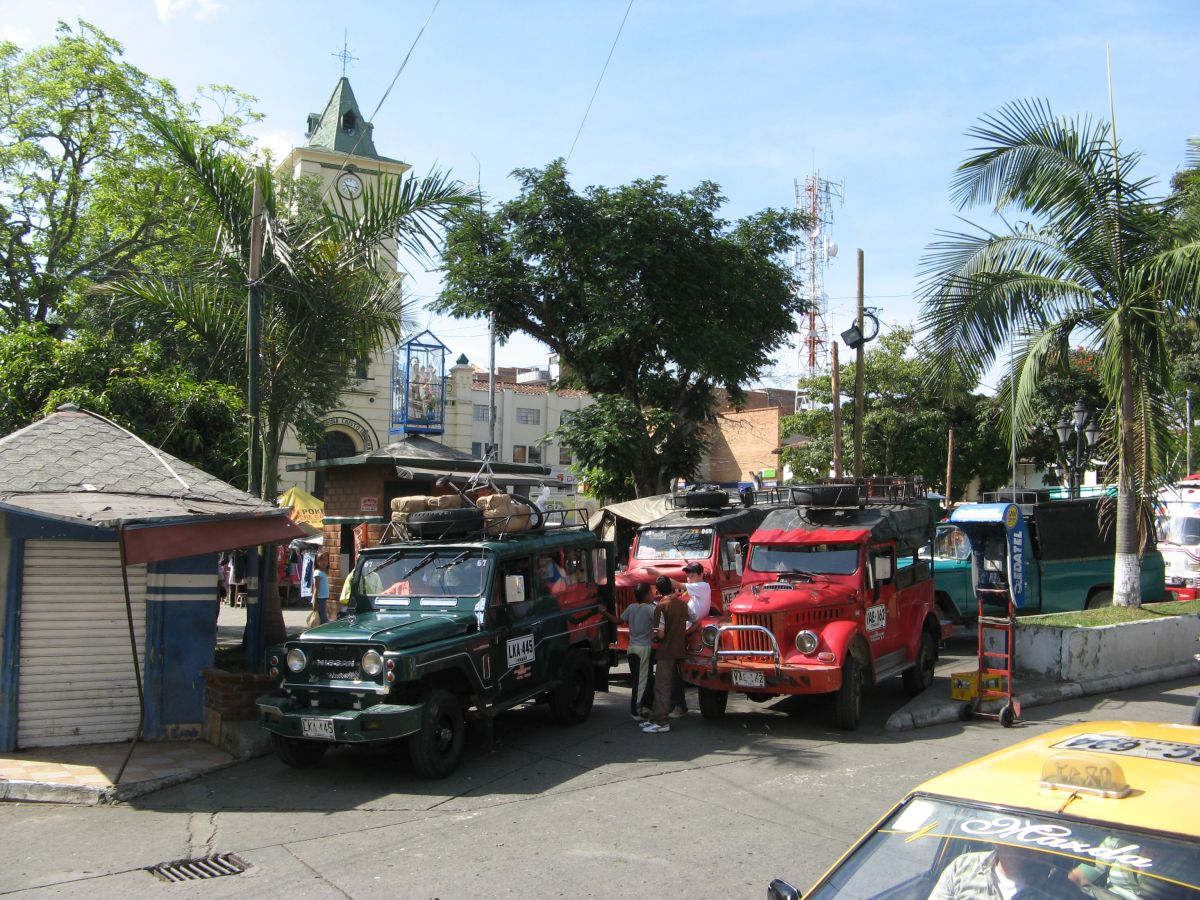
ARO M461 en Colombia
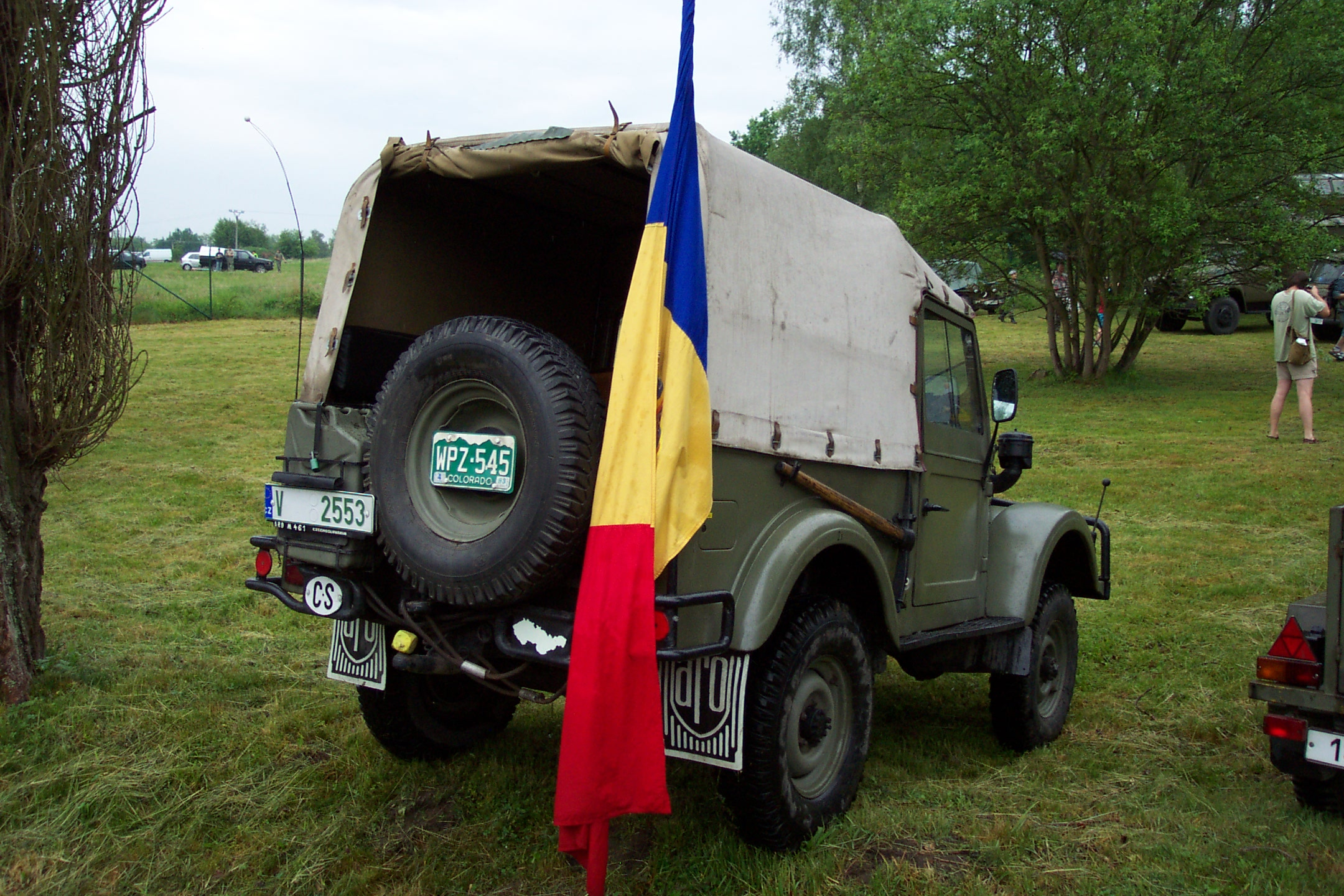
ARO M461 con la bandera de Rumania
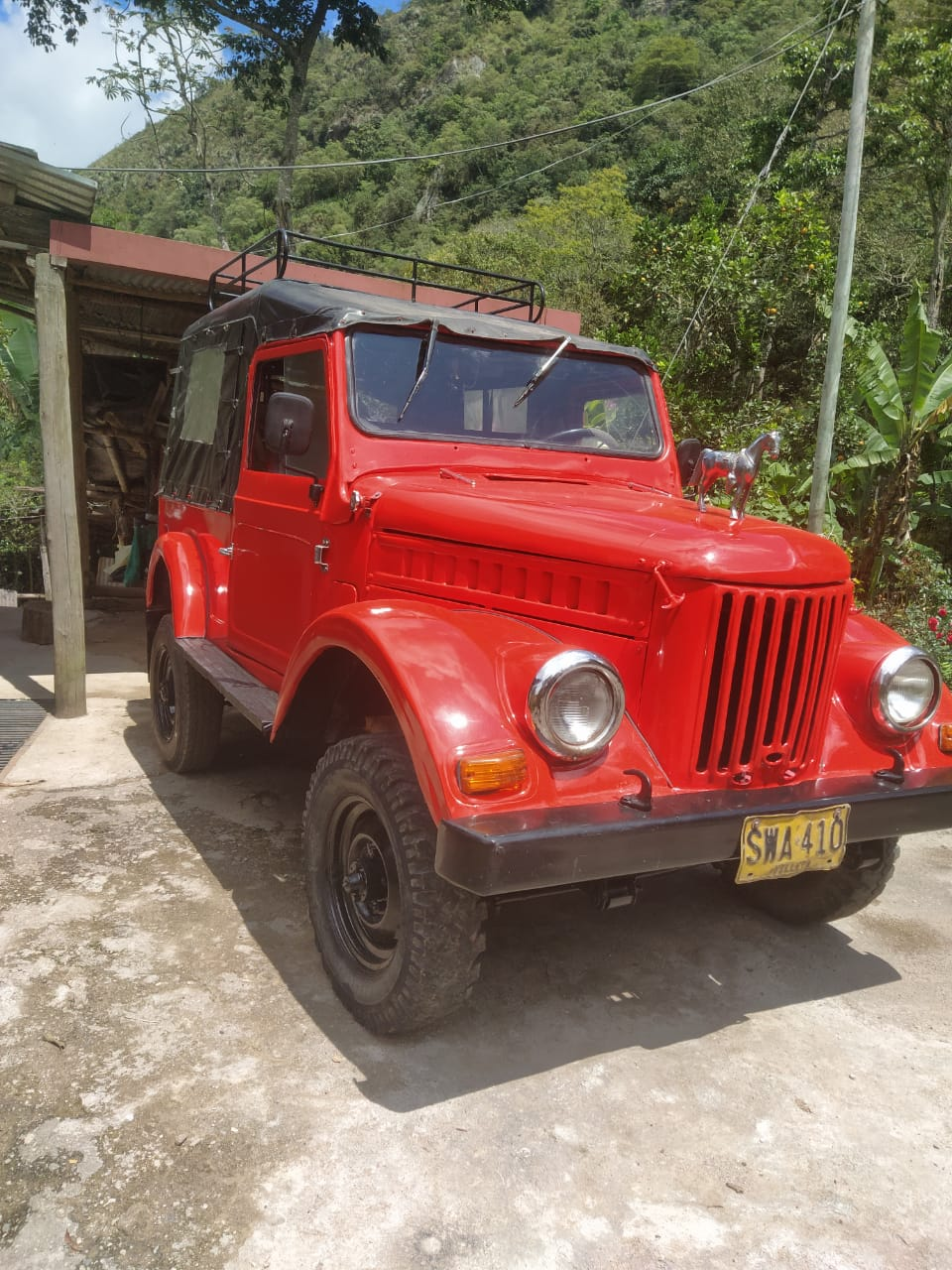
ARO_Carpati_M461